# Ланцея (растение)
Ланцея (лат. Lancea) — род травянистых растений семейства Мазусовые (Mazaceae). Назван в честь английского юриста и ботаника Джона Генри Ланса (John Henry Lance, 1793—1878).

## Ботаническое описание
Многолетние травянистые растения. Корневища длинные, тонкие. Корень мочковатый. Стебель короткий. Листья немногочисленные, супротивные, нижние чешуевидные; черешок короткий, крылатый; жилкование перистонервное.
Соцветия терминальные, короткие, малоцветковые. Чашечка колокольчатая, лопастей 5, примерно равны длине трубки. Венчик тёмно-синий, сине-фиолетовый или фиолетовый, двугубый; трубка цилиндрическая; нижняя губа большая, плоская, 3-лопастная; верхняя губа 2-лопастная, слегка выпуклая. Тычинок 4, двусильные. Плод шаровидный, мясистый, ягодовидный. Семена многочисленные; семенная  кожура тонкая.

## Виды
Род включает 2 вида:
- Lancea hirsuta Bonati
- Lancea tibetica Hook.f. & Thomson typus — Ланцея тибетская. Встречается в Бутане, Индии, Китае и Монголии